# The Marshal's Capture
The Marshal's Capture (con il sottotitolo A Story of Desert Places) è un cortometraggio muto del 1913 diretto da William Duncan. Prodotto dalla Selig Polyscope Company da un soggetto di Elizabeth Frazer, il film fu sceneggiato dallo stesso regista che ne fu anche interprete principale. Tra gli altri attori, Myrtle Stedman, Lester Cuneo, Tom Mix, Bessie Eyton.

## Produzione
Il film fu prodotto dalla Selig Polyscope Company.

## Distribuzione
Distribuito dalla General Film Company, il film - un cortometraggio di una bobina - uscì nelle sale cinematografiche statunitensi il 24 giugno 1913.